# Balikumbat
Balikumbat es un municipio del departamento de Ngo-ketunjia de la región del Noroeste, Camerún. En noviembre de 2005 tenía una población censada de 68 537 habitantes.
Se encuentra ubicado cerca de la frontera con Nigeria.